# 福尔默斯韦勒
福尔默斯韦勒是德国莱茵兰-普法尔茨州的一个市镇。总面积2.18平方公里，总人口213人，其中男性95人，女性118人（2011年12月31日），人口密度98人/平方公里。